# Route nationale 12a (Madagascar)
Pour les articles homonymes, voir Route nationale 12.
La route nationale 12a (N 12a) est une route nationale s'étendant de Vangaindrano jusqu'à Tôlanaro à Madagascar.

## Description
La route N 12a parcourt 232 kilomètres dans les régions d'Anôsy et Atsimo-Atsinanana.
Le tronçon entre Tôlanaro (Fort Dauphin) et Ebakika Atsimo (45 km) a été rénové en 2022.

## Parcours
Du nord au sud :
- Vangaindrano (Croisement de la N 12)

- Masianaka - 30 km - traversier
- Befasy
- Manambondro - 9ème traversier du Mamandro (186 km de Fort-Dauphin)
- Manantenina - traversier de Soavary (107 km de Fort-Dauphin)
- Esama - (traversier de l'Esama)
- Manambato
- Atsimo
- Mahatalaky
- Mandromodromotra
- Tôlanaro (Fort Dauphin) (Croisement de la N 13)